# Pseudanthias ventralis ventralis
Pseudanthias ventralis ventralis is een ondersoort van de straalvinnige vissen uit de familie van de zaag- of zeebaarzen (Serranidae). De wetenschappelijke naam van de soort werd voor het eerst geldig gepubliceerd in 1979 door John Ernest Randall.